# Villamayor (kommun)
Villamayor är en kommun i Spanien. Den ligger i provinsen Provincia de Salamanca och regionen Kastilien och Leon, i den centrala delen av landet, 180 km väster om huvudstaden Madrid. Antalet invånare är 6 683. Arean är 16,0 kvadratkilometer. Villamayor gränsar till Salamanca, Doñinos de Salamanca, Carrascal de Barregas, Florida de Liébana, Valverdón, Castellanos de Villiquera och Villares de la Reina.
Terrängen i Villamayor är huvudsakligen platt.